# رابرت وودز
رابرت وودز (انگلیسی: Robert Woods؛ زادهٔ ۱۹ ژوئیهٔ ۱۹۳۶) بازیگر اهل ایالات متحده آمریکا است.
از فیلم‌ها یا برنامه‌های تلویزیونی که وی در آن نقش داشته‌است، می‌توان به خواهرزن کوچک، داستان بل استار، آن سوی آینه، کنتس منحرف، نبرد بولج و هفت تپانچه برای خانواده مک‌گرگور اشاره کرد.